# Gradiszte (obwód Gabrowo)
Gradiszte (bułg. Градище) – wieś w środkowej Bułgarii, w obwodzie Gabrowo, w gminie Sewliewo. Według danych Narodowego Instytutu Statystycznego, 31 grudnia 2011 roku wieś liczyła 182 mieszkańców.